# 115 Pułk Piechoty (II RP)
115 Pułk Piechoty (115 pp) – rezerwowy oddział piechoty Wojska Polskiego II RP.
115 pułk piechoty nie występował w organizacji pokojowej Wojska Polskiego. Został sformowany w sierpniu 1939, w mobilizacji alarmowej przez Ośrodek Wyszkolenia Rezerw Piechoty w Różanie dla rezerwowej 41 Dywizji Piechoty, z wyjątkiem III batalionu, który organizowany był na początku września w I rzucie mobilizacji powszechnej przez 13 pułk piechoty w Pułtusku. Gotowość do działania (bez III batalionu) miał osiągnąć w ciągu 54 godzin.
W kampanii wrześniowej 1939 pułk walczył w składzie macierzystej dywizji.

## Organizacja i obsada personalna pułku
- dowództwo
  - dowódca – ppłk Czesław Rzedzicki
  - adiutant – kpt. Stefan Parfiniewicz[2]
- I batalion – mjr Karol Fanslau
- II batalion – mjr Andrzej Józef Mika
- dowódca 4 kompanii strzeleckiej – kpt. Ryszard Roman[3]
- dowódca 6 kompanii strzeleckiej – kpt. Zbigniew Stanisław Stańczewski †1940 Charków[4]
- III batalion – mjr Władysław Klucz